# Angelo Conterno
Angelo Conterno (13. marts 1925 – 1. december 2007) var en professionel landevejscykelrytter i 1950'erne og sidst i 1960'erne som er mest berømt for at have vundet Vuelta a España, som den første italiener.